# Arthurstollen
Der Arthurstollen ist ein alter Stollen bei St. Johann im Pongau des Landes Salzburg. Der Kupferabbau seit der Bronzezeit ist der älteste der Ostalpen und vorgeschichtlich tiefste der Welt, das eingerichtete Schaubergwerk ist zurzeit nicht in Betrieb.

## Lage
Der Arthurstollen hat drei Mundlöcher: Das westliche davon ist in Mühlbach am Hochkönig auf 808 m ü. A. zu finden. Die beiden östlichen liegen in der Katastralgemeinde Einöden oberhalb Stadt St. Johann im Salzachtal, wobei das südlichere zum Alten Arthurstollen gehört, während das nördlichere erst in einer jüngeren Betriebsperiode angeschlagen wurde. Letztere liegen etwa 210 Meter oberhalb der Talsohle des Salzachtals auf um die 760 m. Dazu gehörten zwei Fensterstollen, Margarethen- (790 m) und Bliemstollen (802 m).
Der Stollen hat eine Länge von 5022 m vom Mundloch in Mühlbach bis nach Einöden. Er unterquert den Palfnerkogel der Dientner Berge.

## Geschichte

### Prähistorischer Schurfbau Palfnerkogel (2. Jahrtausend v. Chr.)
Beim Vortrieb des „alten“ Arthurstollens, der in einer Pinge angeschlagen wurde, wurde mehrfach der Alte Mann, also frühere Förderstollen (fälschlicherweise auch als Keltenstollen bezeichnet), aufgeschlossen. Der Erzkörper war ca. 50–70 cm breit und wurde vom Alten Mann völlig abgebaut. Ursprünglich hielt man den Bergbau wegen seiner großen Tiefe für frühneuzeitlich.
Die dort gemachten Funde deuten auf einen ersten Erzabbau seit der Bronzezeit etwa 2000 vor Christus hin. Durch die Untersuchung der hölzernen Grubeneinbauten im Arthurstollen mittels der Radiokarbonmethode wurde ein Alter von circa 3000 bis 3700 Jahren bestimmt- Durch die konservierende Wirkung der Kupferverbindungen haben sich die Holzeinbauten (Stempel, Bühnen) aus dieser Zeit ganz ausgezeichnet erhalten. Auch Werkzeug aus dieser Zeit (Steinbeile und -hämmer, Rillenschlägel genannt) wurde gefunden. Die prähistorischen Stollen sind von zwei Seiten vorwärts getrieben worden und verfehlen sich nur um 30 cm. Auch Spalten zur Luftführung sind vorhanden. Die vertikale Tiefe von über 200 Meter ist ein weltweit einmaliger Befund für die Bronzezeit. Der Götschenberg bei Bischofshofen als Aufbereitungsstätte ist noch älter und datiert in die Jungsteinzeit, wobei aber nicht festgestellt werden konnte, ob dort Mühlbacher, Einödener oder Buchberger Erz verarbeitet wurde – insgesamt finden sich rund 200 Schmelzplätze in der Region um den Mitterberg. Auch beim Sinnhubschlössl und oberhalb des Arthurstollens in Mühlbach sind Siedlungsspuren bis 5.400 Jahre alt. Das Kupfer verlor mit dem Beginn der Eisenzeit an Bedeutung, ob der Bergbau in der Keltenzeit oder gar noch Römerzeit – die Römer waren an den Bodenschätzen des Innergebirgs durchaus interessiert – noch weiterbetrieben wurde, ist unbekannt.

### Kupfergewerkschaft Bürgstein (1855–1879)
Der bronzezeitliche Kupferabbau war längst vergessen, als 1827 durch einen Zufallsfund die Kupfervorkommen im Bereich des Hochkönigs wiederentdeckt wurden (Mitterberger Kupferbergbau). Zuerst wurden Lagerstätten im Raum des Hochkeils in Mühlbach ausgebeutet (Kupferzeche Mühlbach), dann begann man auch südlich des Mühlbachtales im Gemeindegebiet von St. Johann zu schürfen. 1855 wurde die Kupfergewerkschaft Bürgstein zu St. Johann im Pongau gegründet. Die Aufbereitung des kupferhaltigen Erzes fand zuerst in einer Kupferhütte in Oberarl statt, da hier genügend Wasser durch die Liechtensteinklamm vorhanden war. Diese Gewerkschaft ging bereits 1879 wieder in Konkurs, wobei die Abtei St. Peter die hauptsächlichen Verluste zu tragen hatte.

### Bergbau Mitterberg Südrevier (1907–27, 1952–58)
1905 erwarb die Tiroler Messingfabrik zu Kramsach Freischürfe im Bereich des Einödberges. Im Jänner 1910 übernahm die 1907 vom Industriellen Arthur Krupp gegründete Mitterberger Kupfer AG auch die Ausbeutung dieses Reviers, das sich noch auf die andere Salzachtalseite bis auf den – ebenfalls prähistorisch genutzten – Buchberg erstreckt. Einem der 1907 angeschlagenen Höchstollen wurde dann zu Ehren des Präsidenten der Name Arthur-Stollen gegeben. Der Arthurstollen wurde vom Salzachtal nach Mühlbach geführt. Vorrangig diente er damals dem Erzabbau. Die geförderten Mineralien waren Kupferkies und Pyrit, auch goldhaltiger Tetraedrit und kobalthaltiger Gersdorffit. Als Nebengesteine (Gangarten) gab es vor allem Quarz und Carbonate. Die Hunte beförderten durch den Stollen das Erz zum Einödberg und Mitterberg, von dort wurde es mit einer Materialseilbahn zur Verhüttung nach Mitterberghütten gebracht. So konnte man sich den mühevollen Transport mittels Pferdefuhrwerken durch lawinen- und murengefährdete Straßen ersparen.
Der Stollen stellte aber auch die Versorgung des Ortes Mühlbach im Winter sicher, die Straße im Mühlbachtal, die heutige Hochkönigstraße (B164), war sehr unsicher.
Die Weltwirtschaftskrise beendete aber den Abbau, die Firma wurde 1931/32 liquidiert.
Obschon 1952 – dann von der Kupferbergbau Mitterberg Ges.m.b.H. – dann ein neuer Verhieb aufgenommen worden war (Brander-Vererzungen), wurde wegen der geringen erwarteten Vorräte, der ungünstigen Lagerstättenverhältnisse, insbesondere aber des Mangels an Arbeitskräften und ihrer ungünstigen Lage zum Hauptbetriebsort die Förderung bereits 1957/58 wieder endgültig eingestellt.
Zuletzt wurden aus dem Tiefbau unterhalb des Arthurstollens täglich rund 20 t Hauwerk gefördert, der Metallgehalt betrug rund 1,4–1,8 % Cu.

### Wasserstollen Arthurwerk (1927–1988)
Von 1927 bis 1988 diente eine in den Stollen eingebaute Betonrinne als Wasserzufuhr für das im Salzachtal liegende Arthurwerk (beim Laufkraftwerk St. Johann). Wegen dieser Wasserführung blieb der Arthurstollen auch nach Beendigung des Abbaues im Arthurstollen 1957 und im ganzen Revier Mitterberg 1977 erhalten. Im Jahr 1988 wurde ein neuer Druckstollen errichtet und der Arthurstollen sollte, weil funktionslos geworden, mit einem Betonstoppel verschlossen werden.

### Schaubergwerk Arthurstollen (ab 1992/95)
Da man bei den Arbeiten am Arthurstollen immer wieder auf Spuren prähistorischer Bergbautätigkeit gestoßen war, gründete sich der Verein Montandenkmal Arthurstollen, der sich gegen den Widerstand offizieller Stellen die Erhaltung der historischen Bergbauanlagen zum Ziel gesetzt hat. Unter Führung des Montanarchäologen Clemens Eibner und des Landesarchäologen Fritz Moosleitner und der Hilfe vieler Freiwilliger konnte das prähistorische Bergbaudenkmal erhalten werden. Nach umfassenden Sanierungs- und Sicherungsarbeiten zwischen 1992 und 1995 konnte ein Stollenabschnitt von rund einem Kilometer Länge für Besucher zugänglich gemacht werden und sogar einige Zeit als Schaubergwerk befahren werden.
Durch intensive Hilfe von Seiten der Fördergemeinschaft für Bergmannstradition Linker Niederrhein e.V. zwischen 2010 und 2012 wurden Sanierungsarbeiten am Stolleneingang durchgeführt. Dadurch konnte die oberhalb des Stolleneinganges verlaufende Forststraße, die für die Forstwirtschaft von existenzieller Bedeutung ist, abgesichert werden. Insgesamt mussten etwa 12 Meter maroder Holzausbau durch einen stabilen Stahlausbau ersetzt werden. Der neue Ausbau wurde ausgepfeilert und gesichert. Auf diese Weise wurde der marode Holzausbau schrittweise ersetzt. Anschließend wurden die stählernen Baue über Standrohre mit Fertigbeton hinterfüllt, sodass die oberhalb des Stolleneingangs verlaufende Forststraße weiterhin mit schweren Maschinen und Fahrzeugen befahren werden kann, ohne den Zugang zum Arthurstollen zu gefährden. Die Organisation dieser Maßnahmen wurde von Robert Pils vom Museum am Kastenturm in Bischofshofen geleistet.
Im Stollen werden Einblicke in die Bergbautechnik und die Abbaumethoden zu Beginn des 20. Jahrhunderts sowie in die prähistorische Erzgewinnung gegeben. Das ehemalige Wasserschloss des Arthurwerkes am Stolleneingang ist ein denkmalgeschützter (wie der Arthurstollen selbst) Industriebau aus den 1920er Jahren, das Gebäude dient als Informations- und Sammelraum für Besuchergruppen.
In der ehemaligen Trafostation ist eine Barbarakapelle zu Ehren der Schutzpatronin der Bergleute eingerichtet.
Eine Besichtigung des Wasserschlosses ist im Sommer nach Voranmeldung möglich. Zurzeit ist der Stollen selbst geschlossen, aber seine Wiedereröffnung wird angestrebt.
Der Arthurstollen wird im Rahmen des Geoparks Erz der Alpen als Geosite 51: Prähistorischer Arthurstollen präsentiert.
Weitere Funde finden sich als Sonderausstellung im Museum am Kastenturm in Bischofshofen wie auch im Salzburg Museum (ex Carolino Augusteum) und Haus der Natur in Salzburg.